# 荘敬和碩公主
荘敬和碩公主（そうけいわせきこうしゅ、乾隆46年12月17日（1781年1月30日） - 嘉慶16年3月12日（1811年4月4日））は、清の嘉慶帝の第三皇女。母は和裕皇貴妃劉佳氏。道光帝の異母妹。

## 生涯
乾隆46年12月17日（1781年1月30日）生まれた。生母の劉氏は乾隆帝第十五皇子嘉親王（後の嘉慶帝）の格格（妾）であった。
嘉慶6年（1801年）11月19日、ホルチン部のボドロゴトヤ（紮薩克博多勒噶台）親王サドナンドルジに降嫁する。
嘉慶10年3月28日、女児を産み、公主の出産としては例外的に、褒賞が与えられた。
嘉慶13年2月、降嫁後、夫の一族の祖先を祀る機会に恵まれていなかったので、同じようにモンゴル王公に嫁いだ異母妹荘静固倫公主とともに夫の一族の祖先を祀るため、モンゴル高原に下向する。
嘉慶16年3月12日に31歳で亡くなり、同時期に亡くなった荘静固倫公主とともに王佐村（現在の北京公主墳）に埋葬されたとされる。